# Culture LGBT en France
Pour des articles plus généraux, voir Culture LGBT et LGBTI en France.
Comme pour la culture LGBT en général, la culture LGBT en France recouvre trois délimitations qui peuvent se superposer, à savoir, l'ensemble des pratiques culturelles des personnes LGBT en France, la manière dont les personnes LGBTI de France parlent de leur homosexualité, leur bisexualité, leur transidentité ou leur intersexuation dans l'art et, enfin, la manière dont ces sujets sont abordés par la culture française cis et hétérosexuelle, et notamment comment elle négocie leur visibilité.

## Cultures LGBTQI+

### Littérature

#### Littérature lesbienne
Pour un article plus général, voir Littérature lesbienne.

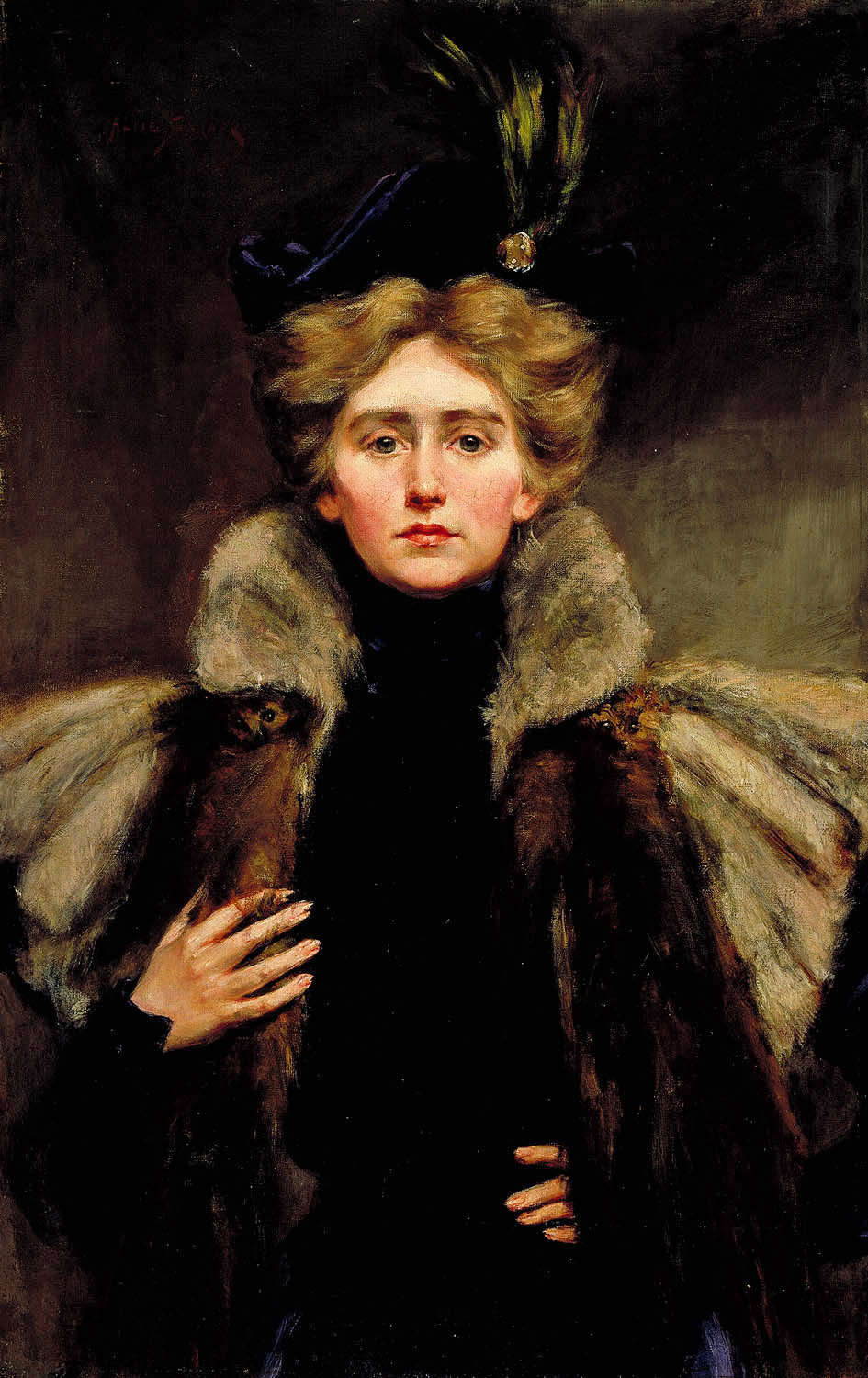
Natalie Barney tient un salon au début du XXe siècle à Paris fréquenté par des autrices lesbiennes.

Au début du XXe siècle à Paris, une communauté lesbienne internationale devient de plus en plus visible et centrée sur les salons littéraires organisés par des lesbiennes américaines telles que Nathalie Barney et Gertrude Stein. Cette communauté produit des œuvres lesbiennes en français et en anglais, telles qu'Idylle Saphique par Liane de Pougy, des poèmes de Renée Vivien, les propres épigrammes de Barney, de la poésie et plusieurs ouvrages de Stein.
En raison un durcissement de la répression morale de l'homosexualité dans les années 1950 et 1960, moins de littérature lesbienne est publiée qu'avant-guerre, qui provoque une plus faible publication que lors des années précédentes : les pièces de l'autrice Violette Leduc Ravages sont censurées parce qu'elles contiennent des passages lesbiens explicites, pour n'être publiés que dans les années 1960 sous le titre Thérèse et Isabelle et adaptés dans un film de 1968 portant le même titre. Dans les années 1950, sortent toutefois Rempart des béguines de Françoise Mallet-Joris, Qui qu'en grogne de Nicole Louvier et Althia d'Irène Monesi, Althia.

#### Littérature gaie
Pour un article plus général, voir Littérature gay.
L'émergence d'une véritable littérature gaie date du milieu du XIXe siècle, avec la poésie érotique d'Albert Glatigny, Laurent Tailhade, Paul Verlaine et Arthur Rimbaud (Hombres, Sonnet du trou du cul). Ces publications se font sous pseudo ou dans la clandestinité.
La fin du XIXe et le début du XXe siècle voient l'émergence de romans évoquant des relations homosexuelles : À rebours, de Joris-Karl Huysmans, Monsieur de Phocas de Jean Lorrain, ainsi que les œuvres de Marcel Proust, Joséphin Péladan, Léon-Paul Fargue, Marcel Jouhandeau et Robert de Montesquiou.
La littérature gaie des années 1920 est, elle aussi, très riche : André Gide, dont notamment le roman Corydon, est une figure centrale de cette époque, aux côtés de ses proches Pierre Herbart et François Paul Alibert, qui écrivent respectivement L'Âge d'or et Le Supplice d'une queue. À la même époque, Roger Martin du Gard publie les mémoires du Lieutenant-colonel de Maumort et Les Thibault. L'époque est encore à la répression : Jean Cocteau fait éditer clandestinement Livre blanc.

#### Littérature jeunesse
Dans les années 1990, alors que la littérature jeunesse aborde la question de l'homosexualité, c'est essentiellement sous le prisme du SIDA, pour aider les enfants à gérer le deuil d'un proche. C'est dans les années 2000 qu’apparaissent les premiers romans jeunesse où l'héroïne développe une relation lesbienne.

### Bande dessinée
Dans les années 1950, la bande dessinée est destinée à un public enfantin. Il est donc impossible d'y parler de relations amoureuses ou sexuelles, a fortiori homosexuelles. Il faut attendre l’irruption de l'Argentin Copi dans la presse des années 1960 pour parler d'homosexualité, de lesbianisme ou de transidentité et les années 1980 pour que la BD, devenue plus adulte, puisse aborder ces thèmes.
Lorsque le Journal de Fabrice Neaud (1996) rencontre le succès, il semble que la mention de son homosexualité dans la bande dessinée autobiographique ne pose plus problème. On note aussi l'apparition de Tom de Pékin, graphiste et dessinateur inspiré, collaborant au SNEG et à Têtu. La bande dessinée lesbienne Les Marsouines d'Arbrelune et Jour de pluie est cependant autoéditée. La collection « Bulles gaies » publie des œuvres d’inspiration autobiographique comme Les Folles Nuits de Jonathan de Jean-Paul Jennequin ou Jean-François fait de la résistance d'Hugues Barthe, et un magazine gay et lesbien marseillais, Hercule et la toison d’or, révèle de nouveaux talents comme Hélène Georges. Les illustrateurs Kinu Sekiguchi et Sven de Rennes tentent quelques bandes dessinées proches des productions espagnoles et japonaises.
Une tentative de magazine porno gay a été réalisé (Ultimen) par un organisme de vidéo porno, distribué en kiosque mais sans support médiatique : le titre s'est arrêté. H&O devient l'un des principaux acteurs de la diffusion de BD gay en France avec notamment les œuvres de Logan.
Si les personnages gays et lesbiens deviennent de plus en plus fréquents à la fin des années 1990, ils sont soit des personnages secondaires, soit représentés de manière pornographique ou caricaturale. La fin des années 2000, avec la publication en 2008 de Princesse aime Princesse, œuvre de Lisa Mandel et en 2010 de Le bleu est une couleur chaude, de Jul' Maroh, sélectionné au festival d'Angoulème, marque un tournant dans la bande dessinée lesbienne. Pour Lisa Mandel, ce tournant vient d'une reprise de confiance des autrices lesbiennes et des auteurs gays, qui osent plus proposer leurs propres histoires aux maisons d'éditions, où le bon accueil critique compense des retours homophobes de certains festivals ou parties du public.

### Dessins
À partir de 2017, le dessinateur marocain Soufiane Ababri, qui vit majoritairement en France, gagne une reconnaissance pour son travail et notamment Haunted Lives et Bed Work, pour lesquels il remporte le Out d'or en 2018. Le sexe, le désir, les jeux de regard sont des éléments centraux de ses productions,, ainsi que la violence subie par les hommes gays racisés, que ce soit à cause de la société ou d'autres hommes gays.

### Musique
En France, les artistes qui deviennent des icônes gays parlent rarement de relations entre hommes explicitement : l'identification se fait plutôt par la projection, où une femme parle de désir (hétérosexuel) envers un homme et où le public peut y puiser une représentation de l'amour gay. Ces chanteuses ont aussi une féminité exacerbée, une forte stylisation vestimentaire jouant sur les codes du genre, allant de la féminité exacerbée à l'androgynie, et une forte présence de thématiques dramatiques faisant écho au traumatisme de l'homophobie ou plus tard de l'épidémie de SIDA. Parmi les chanteuses francophones particulièrement appréciées par le public gay français, on peut citer Dalida, Barbara, Mylène Farmer, Sheila, Mistinguett, Sylvie Vartan, Line Renaud, Amanda Lear ou encore Mireille Mathieu. L'arrivée du disco en France, ainsi que les remix technos de ces artistes, leur permet de faire partie des sets joués dans les boîtes de nuit gays et ainsi de renouveler leur public. Cet investissement du public gay est souvent à double sens, avec une partie de ces chanteuses qui s'engagent par la suite dans la lutte contre le VIH.
À la fin des années 1990 et au début des années 2000, le collectif Pussy Killer s'impose comme la référence techno des soirées lesbiennes et underground parisiennes, notamment du Pulp. Un autre nom de la même époque est Liza N'Eliaz, de style hardcore. Si la grande majorité des soirées parisiennes passent essentiellement de la musique électronique et de la variété, les soirées à thématique « ethnique » (afro-caribéennes, arabisantes ou asiatiques) proposent plus de diversité, avec la présence de R'n'B, raï, hip-hop et reggae.

### Danse

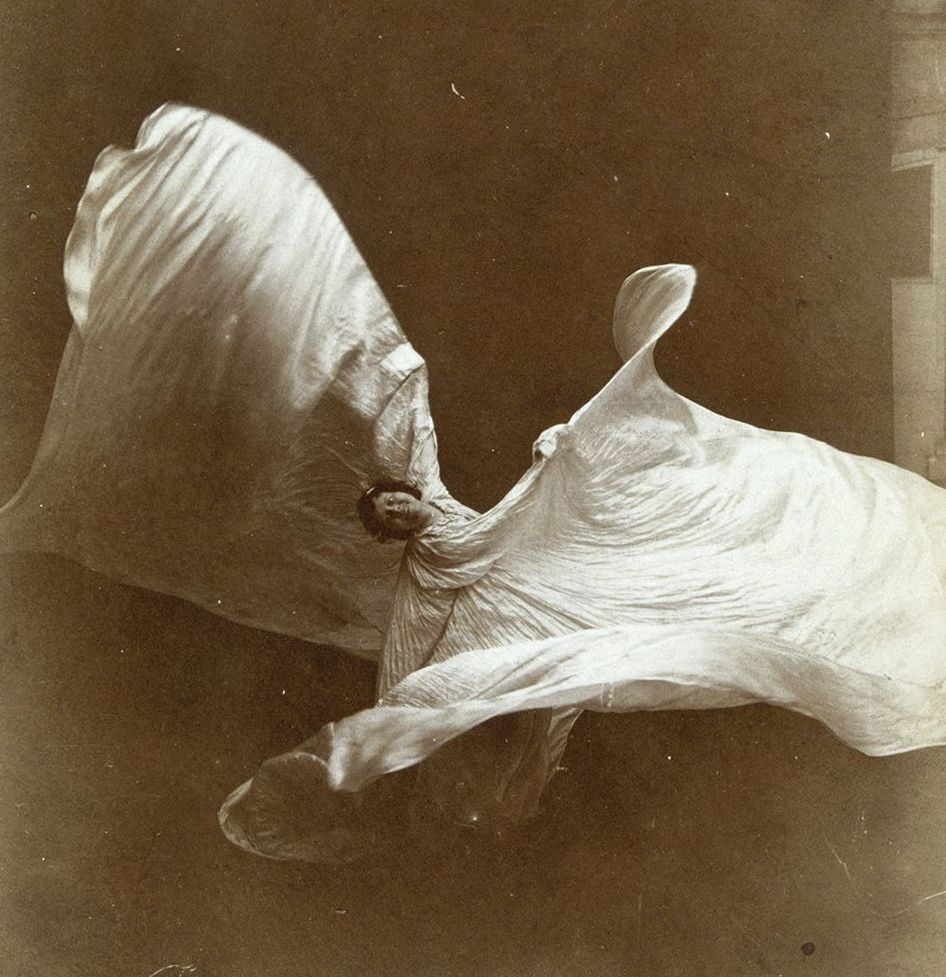
Loïe Fuller, danseuse américaine installée à Paris et compagne de Gab Sorère

La danseuse américaine, Loïe Fuller, installée en France pour sa carrière, participe activement à la vie de salon autour de Natalie Barney et est l'une des premières personnalités de la danse en France à être ouvertement homosexuelle.

### Cinéma

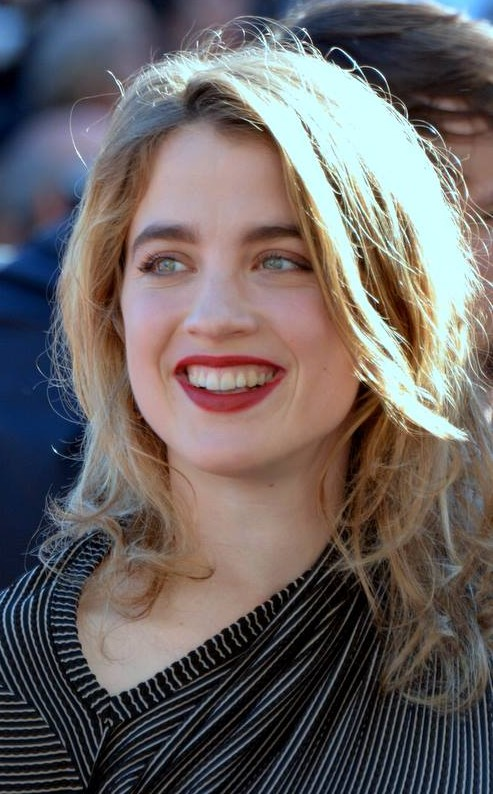
Adèle Haenel au festival de Cannes 2017. Ouvertement lesbienne, elle joue dans plusieurs films LGBT, tels que Naissance des pieuvres et Portrait de la jeune fille en feu de son ex-compagne Céline Sciamma, ainsi que 120 Battements par minute de Robin Campillo.

La fin des années 1980 / début des années 1990 est marquée par la création de trois festivals de cinéma LGBT en France permettant de valoriser les thématiques d'identité, de désir, de genre, et de politique peu valorisées ou difficilement financées dans les circuits classiques. Le premier d'entre eux est Cineffable, fondé en 1989 pour valoriser le cinéma lesbien international ; se déroulant en non-mixité féminine, il est un grand moment de socialité communautaire. Les autres festivals, que ce soit Désir... Désirs (Tours, 1993), Chéries-Chéris (Paris, 1994), Reflets (Marseille, 2002), Vues d'en face (Grenoble, 2002), Face à Face (Saint-Étienne, 2006), Des images aux mots (Toulouse, 2007), ZeFestival (Nice, Marseille et Monaco, 2008), In&Out (Nice, 2008) et Écrans mixtes (Lyon, 2011), tous à thématique LGBT générale, se donnent à la fois l'objectif d'informer un public cisgenre et hétérosexuel, mais aussi d'être un moment de retrouvailles de la communauté LGBT locale.
Outre les festivals français qui diffusent des films français et étrangers, les films français sont diffusés dans les festivals hors de l'hexagone, notamment en Belgique francophone avec le généraliste Festival du Film Gay et Lesbien de Bruxelles ou encore Massimadi, dédié aux films LGBT d'Afrique et de ses diasporas.
Il faut attendre la fin des années 1990 pour qu'émerge une visibilité mainstream des films réalisés et/ou écrits par des créateurs et créatrices LGBT français, dont la reconnaissance et la visibilité croissent tout au long du début du XXIe siècle : Patrice Chéreau, Catherine Corsini, Christophe Honoré, François Ozon, Virginie Despentes, Céline Sciamma, Alain Guiraudie, Robin Campillo, Nicolas Maury, les couples Patrick Mario Bernard/Pierre Trividic ou Olivier Ducastel/Jacques Martineau ou les documentaristes Sébastien Lifshitz et Amandine Gay.

### Théâtre
Pour un article plus général, voir Théâtre LGBT.

#### Drag et spectacles de travestissement

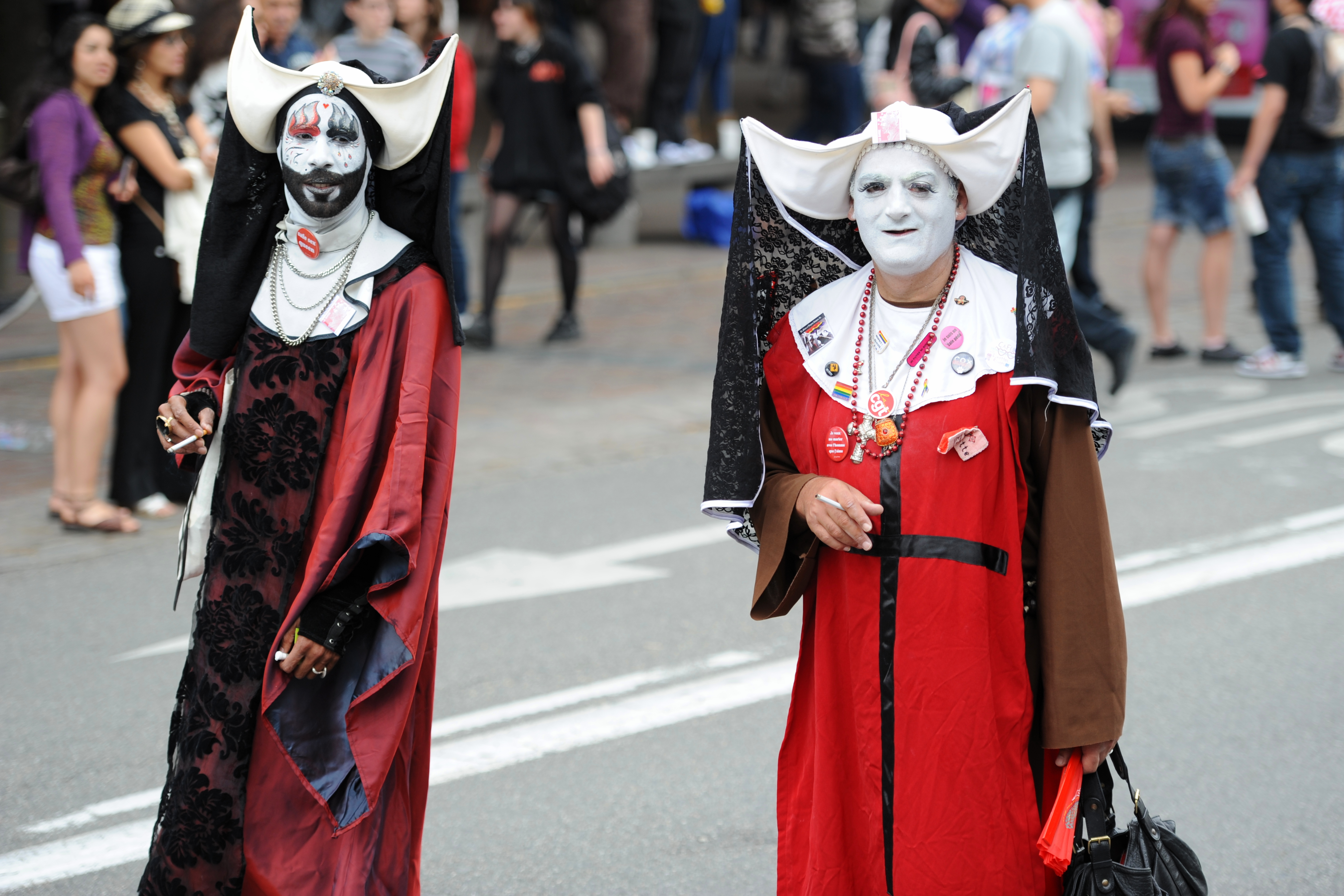
Sœurs de la Perpétuelle Indulgence à la marche des fiertés 2011 de Toulouse.

Si la culture drag stricto sensu naît aux États-Unis et gagne en particulier en popularité dans les années 1980, la France connait tout au long du XXe siècle des formes de travestissements théâtralisés, que ce soit dans la culture cabaret de Paris du début du siècle (Madame Arthur et le Carrousel) ou par les actions des Mirabelles et des Gazolines dans les années 1970,. Les spectacles de travestissement se diffusent au cours de la seconde moitié du XXe siècle au point de connaître un premier âge d'or au tournant du XXIe siècle. La pratique drag devient alors beaucoup plus confidentielle, mais aussi beaucoup plus engagée politiquement, avec la création des Sœurs de la Perpétuelle Indulgence, avant de redevenir populaire dans les années 2020, accompagnant le succès de RuPaul's Drag Race et de Drag Race France.
En 2024, à l'occasion des Jeux olympiques de Paris, Miss Martini devient la première drag queen à porter la flamme olympique en direct sur France Télévisions. Ce même été, Nicky Doll et Minima Gesté ont, elles aussi, porté la flamme.

### Mode

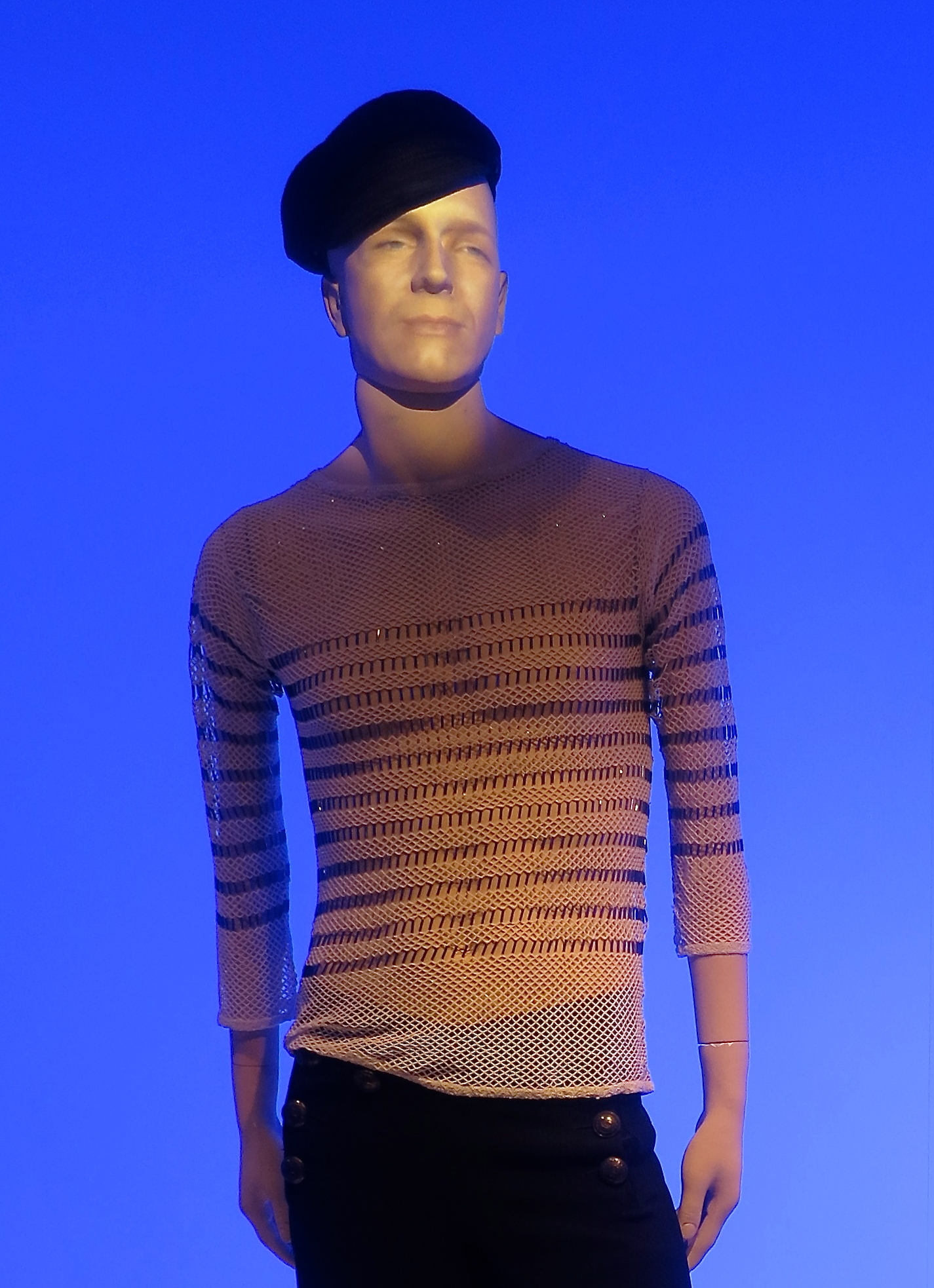
Haut inspiré du tricot de marin, Jean-Paul Gaultier, Kunsthal Rotterdam, 2013.

De nombreux créateurs de mode sont des hommes homosexuels, et cela est vrai aussi en France : Jean-Paul Gaultier, qui puise dans la culture homosexuelle, en particulier Tom of Finland, Jean Genet et Querelle de Rainer Werner Fassbinder pour signer son tricot de marin rayé. Parmi d'autres créateurs reconnus, on peut citer Yves Saint Laurent, Azzedine Alaïa ou Karl Lagerfeld.
Au début des années 1990, Thierry Mugler crée un scandale en présentant une collection de prêt-à-porter féminin avec uniquement des femmes trans et des hommes travestis comme mannequins.

### Sport
En 1982, Tom Waddell crée les Gay Games afin de promouvoir l'acceptation des personnes gays et lesbiennes ; un seul sportif français est présent lors de la première édition, qui a lieu à San Francisco. Lors de la seconde édition, en décembre 1985, elle aussi à San Francisco, une trentaine de français se rendent à l'évènement et fondent le comité gay français, grâce à une campagne de soutien réalisée dans Gai Pied. Cette rencontre motive à la création d'un réseau d'associations sportives gaies afin de préparer la participation à l'édition 1990, à Vancouver. 
En décembre 1986, est fondé le Comité Gai Paris Île-de-France (CGPIF), qui fonctionne comme un club omnisports où les adhérents pratiquent essentiellement la natation et le volley-ball, mais aussi le basket-ball et le bowling. La Après les Gay Games 1990, chaque sport crée son club distinct, le CGPIF se concentrant sur l'intégration de nouveaux clubs et la préparation des Gay Games. La constitution de ce réseau d'associations est liée à la fin, depuis 1982, de la répression de l'homosexualité. Le CGPIF devient la Fédération sportive gay et lesbienne (FSGL) en 1998 ; celle-ci regroupe en 2009 plus de 3 000 sportives et sportifs répartis dans une trentaine d'associations. Les hommes y sont majoritaires dans les adhésions (60 %) et encore plus dans les instances dirigeantes (75 %).

## Représentations LGBT dans la culture française

### Télévision
Aux débuts de la télévision française, dans les années 1950, les seules personnalités ouvertement homosexuelles sont issues du monde du spectacle, telles que Charpini ou Colette Mars.
Le 21 janvier 1975, Les Dossiers de l'écran organisent le premier débat de l'histoire de la télévision française consacré à l'homosexualité. Y sont invités des écrivains ne cachant pas leur orientation (Roger Peyrefitte, Yves Navarre et Jean-Louis Bory), deux médecins, un prêtre, et le député Paul Mirguet, à l'origine d'un amendement classant l'homosexualité comme « fléau ». Pour le chercheur Mathias Quéré, « c'est la première fois que l'homosexualité est montrée à une heure de grande écoute avec un visage honorable ». 19 millions de téléspectateurs regardent l'émission.
Durant les années 1970 et le début des années 1980, la télévision participe à l'émergence du militantisme gay et lesbien, qui accompagne la multiplication des associations : tribune d'André Baudry, interviews de militants dénonçant les discriminations homophobes. Mais l'arrivée de l'épidémie de sida occulte cette dynamique pendant la décennie 1980, éclipsant tous les autres sujets LGBT dans l'actualité télévisuelle. Ce n'est qu'avec les débats sur le PACS, à la fin des années 1990, que la télévision recommence à parler d'homosexualité sous l'angle des droits.

#### Fictions
Les chaînes télévisées françaises ne produisent historiquement pas de série traitant du sujet. Dans la sitcom Les Filles d'à côté, diffusé sur TF1 de 1993 à 1995, ainsi que dans sa suite, Les Nouvelles Filles d'à côté, diffusé sur la même chaîne de 1995 à 1997, figure le personnage de Gérard, prof de sport, culturiste, dont l'homosexualité est supposée, mais jamais affirmée.
Un tournant dans la représentation de l'homosexualité est l'arrivée en 2005 du couple formé par Thomas Marci et Nicolas Barrel dans la série télévisée de France 3 Plus belle la vie. Traité de façon assumée, avec moins de pathos et de revirements sexuels que le personnage de Laurent Zelder dans Avocats et Associés sur France 2 ou celui de Gaël dans La Vie devant nous sur TF1, ce couple marseillais apporte une image plus banalisée et intégrée de l'homosexualité. La série poursuit son exploration des thèmes LGBT, ajoutant à ses personnages un couple lesbien, un homme trans, puis une femme trans, tous deux joués par des acteurs trans eux-mêmes. Pour l'acteur Laurent Kérusoré, ce qui permet à la série de si bien banaliser l'homosexualité et la transidentité, c'est que ces éléments sont abordés avec naturel, comme un élément parmi d'autres de l'identité et des aspirations des personnages.
En 2017, France Télévisions produit pour sa plateforme de fictions web Studio 4 sa première série LGBT, Les Engagés, créée par Sullivan Le Postec qui chronique en 10 épisodes de 10 minutes la vie de militants d'un centre gay et lesbien à Lyon.

#### Télé-réalité
L'homosexualité fait partie de la téléréalité dès ses débuts dans les années 2000, avec la présence du candidat Steevy Boulay dans la première saison de Loft Story ou divers coming-out dans la deuxième saison de Star Academy, la seconde saison du Loft ou Secret Story. Cette présence ne s'accompagne pas d'une acceptation totale : la presse de l'époque ironise sur la présence indispensable de personnes gaies ou lesbiennes dans les émissions, la première saison de Star Academy est témoin d'un monologue homophobe d'un candidat sans que cela ne fasse réagir et les émissions dont la rencontre amoureuse est le sujet principal, tel que L'Île de la tentation, Bachelor, le gentleman célibataire ou Greg le millionnaire, restent au début exclusivement hétérosexuelles.
La visibilité des candidats gays et des candidates lesbiennes dans la télé-réalité avance parallèlement à l'acceptation de l'homosexualité dans la société française, que ce soit dans Koh-Lanta, The Voice, Le Meilleur Pâtissier, ou des émissions centrées sur le couple et la rencontre, tels que Quatre mariages pour une lune de miel, L'Amour est dans le pré, La Villa des cœurs brisés ou Recherche appartement ou maison.
La transidentité suit la même dynamique, avec un candidat trans, dans la première saison de Secret Story et une candidate, dans Les vacances des Anges, bien que des angles transphobes dans la manière dont les sociétés de production présentent la transidentité persistent.
Cette présence est bien reçue par le public : les candidats et les candidates ouvertement LGBT reçoivent beaucoup de soutiens, notamment de personnes LGBT ayant appris à s'accepter grâce à la représentation positive qu'ils et elles incarnent, mais aussi de personnes cis et hétérosexuelles, qui témoignent avoir mieux compris et accepté l'orientation sexuelle ou l'identité de genre de leurs proches grâce à ces émissions.

#### Autres programmes

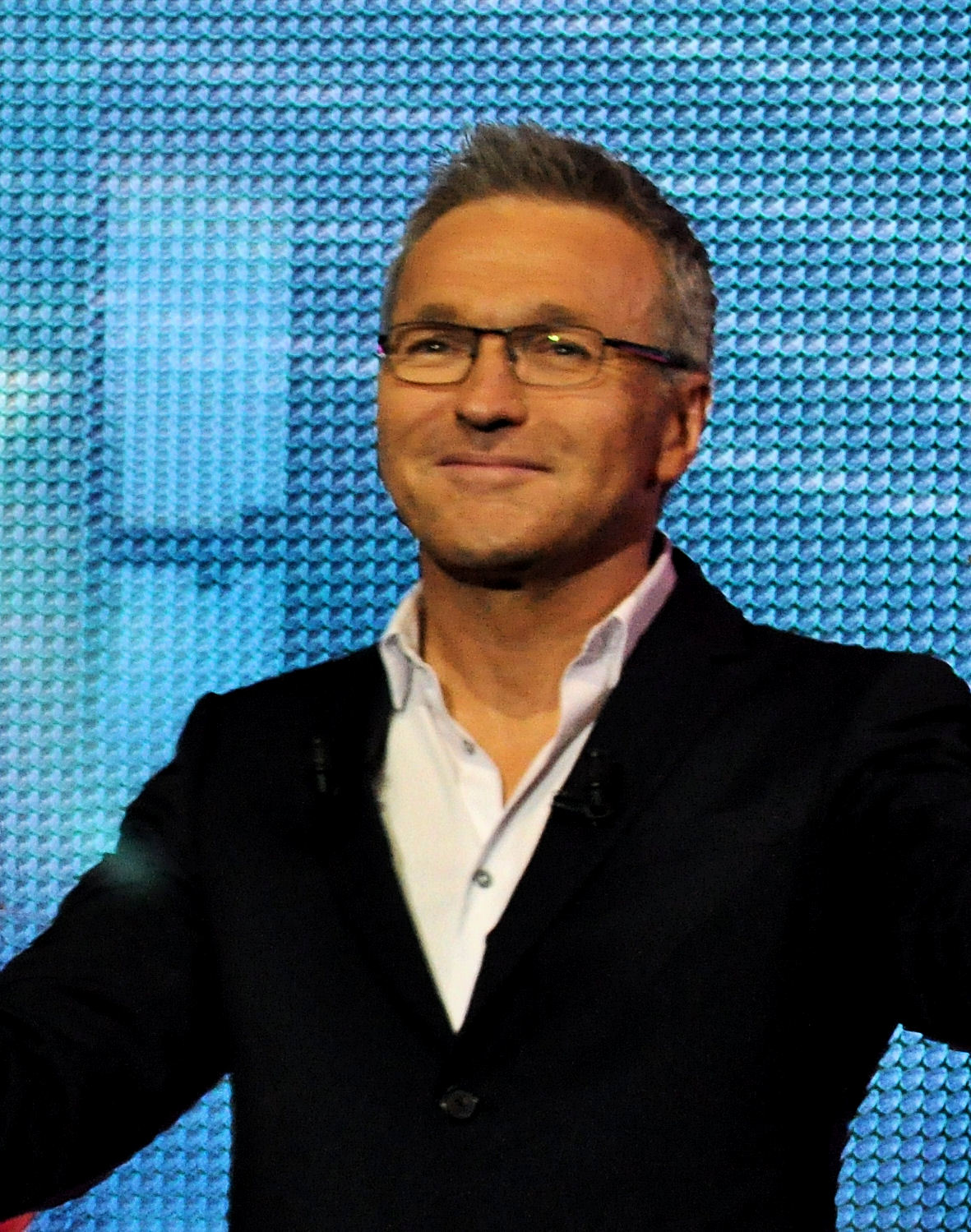
Laurent Ruquier est l'un des premiers présentateurs de la télévision française ouvertement homosexuel.

Ce n'est qu'à la fin des années 1990 que les animateurs gays osent ouvertement parler de leur homosexualité. Le pionnier est Laurent Ruquier, qui fait son coming-out en 1997, avant le début de sa carrière télévisuelle. Il est suivi en 2009 par Stéphane Bern, Alex Goude en 2015 et Frédéric Lopez en 2016. Tous témoignent d'avoir reçu de nombreux messages de jeunes gays les remerciant.
Animateurs et chroniqueurs gays ont des opinions divergentes concernant l'acceptabilité de l'homosexualité masculine à la télévision française. Pour l'humoriste Jarry, le milieu de la télévision n'accepte que les hommes homosexuels qui ne sont pas trop efféminés, pas trop visibles. Pour Matthieu Delormeau, au contraire, ce sont les gays très féminins qui sont mis en avant, citant Benoit Dubois et Bilal Hassani, premier homme gay à danser avec homme dans Danse avec les stars. Il considère que cette représentation est nuisible à la cause LGBT, car caricaturale, suscitant de nombreuses réactions lui reprochant de considérer les gays efféminés comme moins dignes d'être montrés que les autres.
Le 24 janvier 2021, France.tv Slash met en ligne le documentaire Queendom, 3 histoires drag, qui propose une immersion dans la vie de trois drag queens parisiennes afin de mieux comprendre leur mode de vie, leur culture et leur métier.

### Universitaires
1. 1 2  Nicole G Albert, « De la topographie invisible à l'espace public et littéraire :les lieux de plaisir lesbien dans le Paris de la Belle Époque », Revue d’histoire moderne et contemporaine, vol. 53-4, no 4,‎ 2006, p. 87 (ISSN 0048-8003 et 1776-3045, DOI 10.3917/rhmc.534.0087, lire en ligne, consulté le 8 juin 2021)
2. 1 2 3 4  Arnaud Alessandrin, « Drag in the city : éléments pour une analyse du paysage Drag Queen français », Le sujet dans la cité, vol. Actuels n° 12, no 2,‎ 25 février 2022, p. 235–248 (ISSN 2112-7689, DOI 10.3917/lsdlc.012.0235, lire en ligne, consulté le 28 juin 2022)
3. ↑  Sébastien Barraud, Etre un homme homosexuel et d’origine maghrébine à Paris et en région parisienne : stratégies psychosociales, identités intersectionnelles et modernité, 2005 (lire en ligne)
4. ↑  Jonatan de Lemos Agra Nascimento, « Un festival cinématographique intersectionnel dans un contexte postcolonial: Étude socio-historique du Festival Massimadi, “festival des films LGBT d'Afrique et ses diasporas” (Bruxelles, 2013 – 2018) », Master inter-universitaire de spécialisation en Études de Genre,‎ 2019 (lire en ligne, consulté le 10 septembre 2021)
5. ↑  Arnaud Alessandrin, « Drag in the city : éléments pour une analyse du paysage Drag Queen français », Le sujet dans la cité, vol. Actuels n° 12, no 2,‎ 25 février 2022, p. 235–248 (ISSN 2112-7689, DOI 10.3917/lsdlc.012.0235, lire en ligne, consulté le 28 juin 2022)
6. ↑  Luca Greco et Stéphanie Kunert, « Drag et performance », dans Encyclopédie critique du genre, La Découverte, 22 février 2021 (lire en ligne), p. 254–264

### Ouvrages
1. 1 2  Laure Murat, « Littérature lesbienne », dans Dictionnaire des cultures gays et lesbiennes, Larousse, 2003 (ISBN 2-03-505164-9 et 978-2-03-505164-6, OCLC 300482574)
2. 1 2 3 4 5 6  Jean-Baptiste Coursaud, « Littérature gay », dans Dictionnaire des cultures gays et lesbiennes, Larousse, 2003 (ISBN 2-03-505164-9 et 978-2-03-505164-6, OCLC 300482574, lire en ligne)
3. ↑  Institut du monde arabe, « Soufiane Ababri », dans Habibi : Les révolutions de l'amour, 2022 (ISBN 9789461618252), p. 30-33
4. ↑  R. de Gubernatis, « Danse », dans Dictionnaire des cultures gays et lesbiennes, Larousse, 2003 (ISBN 2-03-505164-9 et 978-2-03-505164-6, OCLC 300482574, lire en ligne)
5. 1 2 3  Anne Boulay et Marie Colmant, « Mode », dans Dictionnaire des cultures gays et lesbiennes, Larousse, 2003 (ISBN 2-03-505164-9 et 978-2-03-505164-6, OCLC 300482574, lire en ligne)

### Associatives
1. 1 2 3 4  Dyke Guide, Atprod, 2003Consultable aux ARCL

### Presse
1. ↑  « Timide coming out pour la BD lesbienne », Le Monde.fr,‎ 28 janvier 2011 (lire en ligne, consulté le 17 juin 2021)
2. ↑  Homos en bulles par François Peneaud, ActuaBD.
3. ↑  (en) « Soufiane Ababri's vibrant drawings are driven by political activism », sur www.itsnicethat.com (consulté le 6 avril 2024)
4. ↑  (en-GB) « Soufiane Ababri - Coeval Magazine », sur COEVAL, 14 mai 2018 (consulté le 6 avril 2024)
5. 1 2 3 4  « Ces chanteuses vénérées par les gays », Le Monde.fr,‎ 17 février 2007 (lire en ligne, consulté le 15 juin 2021)
6. ↑  « Cineffable, le festival « pour les lesbiennes, par les lesbiennes » », sur www.20minutes.fr (consulté le 9 juin 2021)
7. ↑  Ariane Chemin, « « Ça ne s’attrape pas, l’homosexualité » : en 1975, « Les Dossiers de l’écran » abordent pour la première fois le sujet à la télévision », sur lemonde.fr, 19 janvier 2022 (consulté le 20 janvier 2022).
8. 1 2 3  Tessa Laney, « Mistral gagnant pour les LGBTQI+ », Têtu,‎ septembre 2022
9. ↑  « Série « Les Engagés », la première série gay signée France Télévisions », sur vsd.fr, 14 avril 2017.
10. 1 2 3 4 5  Thomas Rietzmann, « La télé-réalité : notre pire alliée ? », Têtu, no 228,‎ automne 2021, p. 90-95
11. ↑  « Queer Academy », sur Libération (consulté le 21 octobre 2021)
12. 1 2 3  Par Bernard Daragon Le 11 novembre 2016 à 07h00, « Ces animateurs télé qui ont révélé leur homosexualité », sur leparisien.fr, 11 novembre 2016 (consulté le 10 septembre 2021)
13. ↑  Prisma Média, « « Fais attention tu es très efféminé » : Jarry épingle la fausse tolérance à la télé - Gala », sur Gala.fr (consulté le 10 septembre 2021)
14. ↑  « Bilal Hassani répond à Matthieu Delormeau après ses critiques sur les homosexuels à la télé », sur Le HuffPost, 7 septembre 2021 (consulté le 10 septembre 2021)
15. ↑  « "Queendom" : la scène drag-queen parisienne à l'honneur sur France Télévisions », sur Europe 1 (consulté le 13 avril 2021)

### Autres références
1. ↑  Alexandre Antolin, Une censure éditoriale : Ravages de Violette Leduc, Presses universitaires de Lyon, coll. « Des deux sexes et autres », 2023 (ISBN 978-2-7297-1392-8, DOI 10.4000/books.pul.49946, lire en ligne)
2. ↑  « L’acteur Jonas Ben Ahmed désigné personnalité LGBT de l’année », Le Monde.fr,‎ 20 juin 2018 (lire en ligne, consulté le 6 avril 2024)
3. ↑  « TÊTU | Mais pourquoi les homos aiment-ils à ce point Dalida ? », sur https://tetu.com/ (consulté le 27 juillet 2025)
4. ↑  Maïté Darnault, «On garde notre raison d’être des folles radicales», sur Libération (consulté le 21 juin 2025)
5. ↑  « JO 2024 : Miss Martini, la première drag-queen "du monde et de l'univers" porteuse de la flamme olympique est marseillaise », sur France 3 Provence-Alpes-Côte d'Azur, 5 mai 2024 (consulté le 21 juin 2025)
6. ↑  Elhia PASCAL-HEILMANN, « Miss Martini, cette Marseillaise sera la première drag queen à porter la flamme olympique » , sur La Provence, 6 mai 2024 (consulté le 25 septembre 2024).
7. 1 2 3 4 5 6 7 8  Sylvain Ferez et Agnes Elling, « Sport homosexuel et mouvement social : la mise en scène du corps gay et lesbien », Nouvelles Questions Féministes, vol. Vol. 28, no 1,‎ 1er avril 2009, p. 84–97 (ISSN 0248-4951, DOI 10.3917/nqf.281.0084, lire en ligne, consulté le 21 février 2024)
8. ↑  Sylvain Ferez, Agnes Elling et Philippe Liotard, « Sport homosexuel et mouvement social : la mise en scène du corps gay et lesbien », Nouvelles Questions Féministes, vol. 28, no 1,‎ 2009, p. 84–97 (ISSN 0248-4951, DOI 10.3917/nqf.281.0084, lire en ligne, consulté le 21 juin 2025)
9. 1 2 3 4  « Homosexualité à la TV, des paillettes aux revendications | INA » (consulté le 10 septembre 2021)
10. ↑  « L’homosexualité à la télévision, « un événement politique », il y a 50 ans dans « le Nouvel Obs » », sur Le Nouvel Obs, 19 janvier 2025 (consulté le 21 juin 2025)